# Bronchocela jubata
Espèce
Synonymes
- Bronchocele intermedia Berthold, 1842

Statut de conservation UICN

 LC  : Préoccupation mineure
Bronchocela jubata est une espèce de sauriens de la famille des Agamidae.

## Répartition
Cette espèce se rencontre au Cambodge, en Thaïlande, aux Philippines et en Indonésie à Java, à Bali, à Sulawesi, à Nias et au Kalimantan.

## Publication originale
- Duméril & Bibron, 1837 : Erpétologie Générale ou Histoire Naturelle Complète des Reptiles. Librairie. Encyclopédique Roret, Paris, vol. 4, p. 1-570 (texte intégral).